# Wyścigowe Mistrzostwa Węgier 1994
1994 – sezon wyścigowych mistrzostw Węgier.